# Neostega flaviguttata
Neostega flaviguttata är en fjärilsart som beskrevs av W. Warren 1903. Neostega flaviguttata ingår i släktet Neostega och familjen mätare. Inga underarter finns listade i Catalogue of Life.